# 카설라
카설라 또는 카철라 (서부 롬바르디아어: Cassoeula / cazzoeula, [kaˈ(t)søːla, kaˈtsøːra])는 이탈리아 롬바르디아 서부 지역의 전통요리로, 겨울에 돼지고기와 사보이양배추로 만들어 먹는다. 강렬하고 자극적인 맛을 가지고 있으며 이탈리아 지휘자 아르투로 토스카니니가 가장 좋아했던 요리로 유명하다. 한 작가는 "고귀하고 유서깊은 밀라노 요리"로서 "겨울날이면 영혼과 미각을 전부 만족시키는, 이루 말할 수 없는 즐거움"이라 표현하기도 했다.
'카설라'는 서부 롬바르디아어로 조리 기구의 하나인 캐서롤을 의미하며, 이탈리아어로는 '카솔라' (cassola), '카추올라' (cazzuola), '카촐라' (cazzola) 등으로 부른다. 다른 이름으로 '보타조' (bottaggio)라고도 부르는데 프랑스어 단어 '포타주' (potage)에서 유래했을 가능성이 있다.

## 기원
카설라의 기원에 대해서 여러가지 설이 제기되고 있는데 그 중 하나는 돼지의 도축기간이 끝나는 1월 17일 성 안토니오 대수도원장의 연회와 연관이 있다는 설이다. 카설라에 들어가는 돼지고기 부위는 도축 후에 바로 먹을 수 있는 부위였는데 이보다 더 좋은 부위는 맛을 더욱 살리기 위해 매달아 두었기 때문이라는 설명이다.
또 다른 이야기에 따르면 카설라의 기원은 16세기 스페인의 밀라노 점령기로 거슬러 올라간다. 어느 군 장교가 밀라노의 귀족 가문을 위해 요리하던  애인으로부터 요리법을 배웠고 그것이 인기를 끌었다는 설이다.
12세기 롬바르디아 지방의 부스토아르시치오 마을에서는 '망기아카설라' (mangiacaxöla)라는 비슷한 요리가 존재했다는 점에서 카설라의 기원이 훨씬 더 오래되었다는 설도 제기되고 있다.

## 요리법
카설라는 주로 돼지고기의 여러 부위 가운데 돼지갈비, 돼지껍데기, 돼지머리, 족발, 돼지귀, 돼지코, 꼬리 등 덜 중요한 부위를 사용하며, 여기에 베르지노 소시지, 간혹 닭고기나 거위고기 등 다른 고기가 들어가기도 한다. 고기와 함께 양파, 당근, 샐러리, 검은 후추 등을 캐서롤에 담고 약 2시간 30분 동안 끓인 다음 사보이 양배추를 넣고 30분 더 조리한다.
카설라는 폴렌타와 진한 레드와인과 곁들여 먹는 것이 일반적이다. 겨울철 첫 서리가 내린 후에 먹는 전통이 있는데 이는 양배추를 더 부드럽고 맛있게 만들기 위해서다.
롬바르디아 지방 각지에서 여러 가지 형태로 전해지고 있지만 모두 양배추를 활용한다는 공통점이 있다. 코모에서는 머리부위는 사용하지만 족발은 들어가지 않고, 파비아에서는 갈비만 사용하고, 피에몬테의 노바라에서는 거위고기를 꼭 넣는다.